# Wierzbno (województwo małopolskie)
Wierzbno – wieś w Polsce położona w województwie małopolskim, w powiecie proszowickim, w gminie Koniusza.
W latach 1973–1976 miejscowość była siedzibą gminy Wierzbno. W latach 1975–1998 miejscowość należała administracyjnie do województwa krakowskiego.

Integralne części miejscowości: Kolonia, Zalesie.

## Zabytki
Obiekty wpisane do rejestru zabytków nieruchomych województwa małopolskiego.
- Zespół dworski, dwór, spichlerz, obora, park;
- kaplica św. Barbary, otoczenie;
- cmentarz wojenny z I wojny światowej.

### Inne zabytki
- Pomnik poświęcony akcji zrzutu Cichociemych 22 V 1944 roku.

## Galeria zdjęć

Nieoficjalny herb wsi Wierzbno
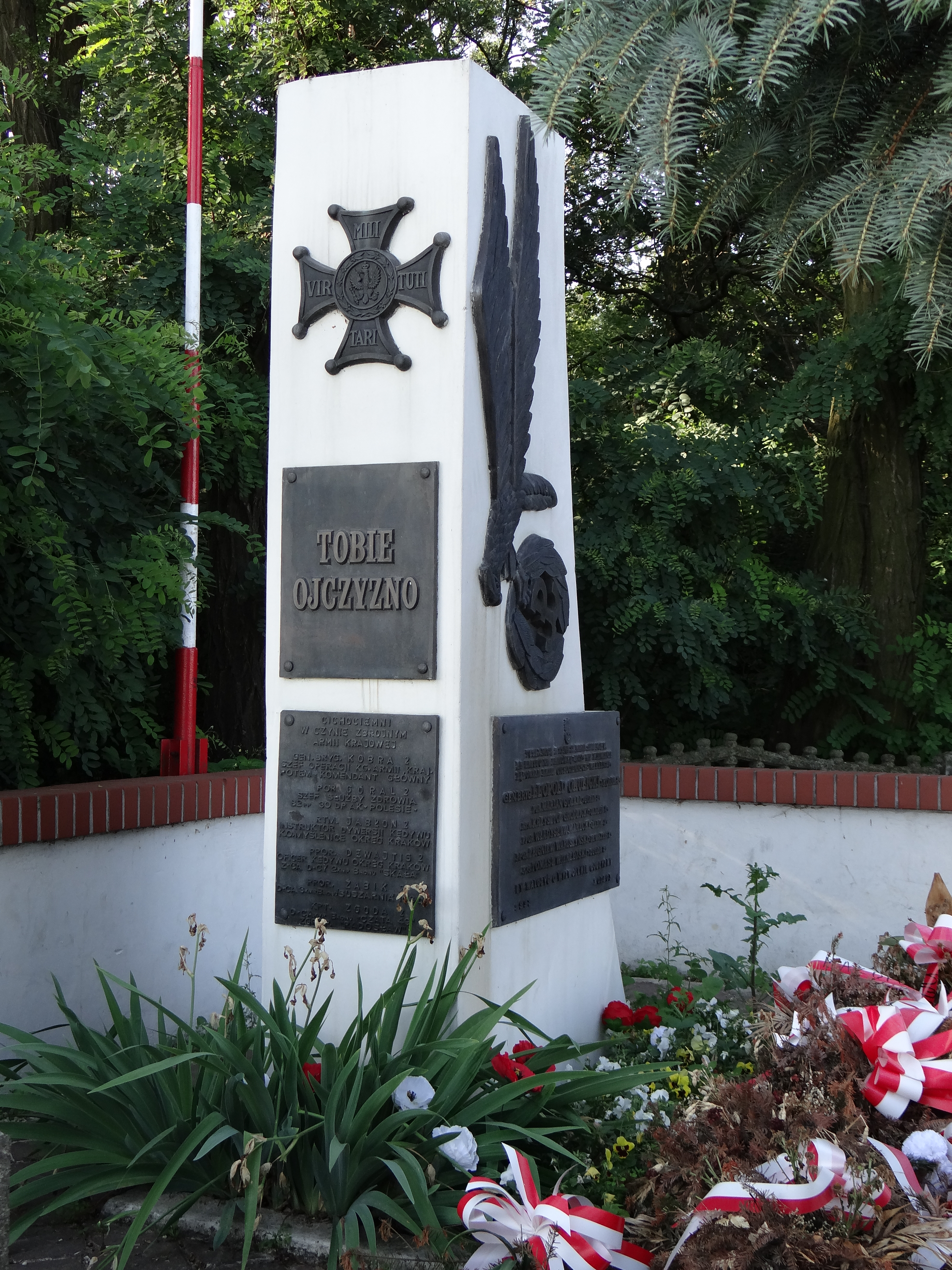
Pomnik poświęcony akcji zrzutu Cichociemych 22 V 1944 roku
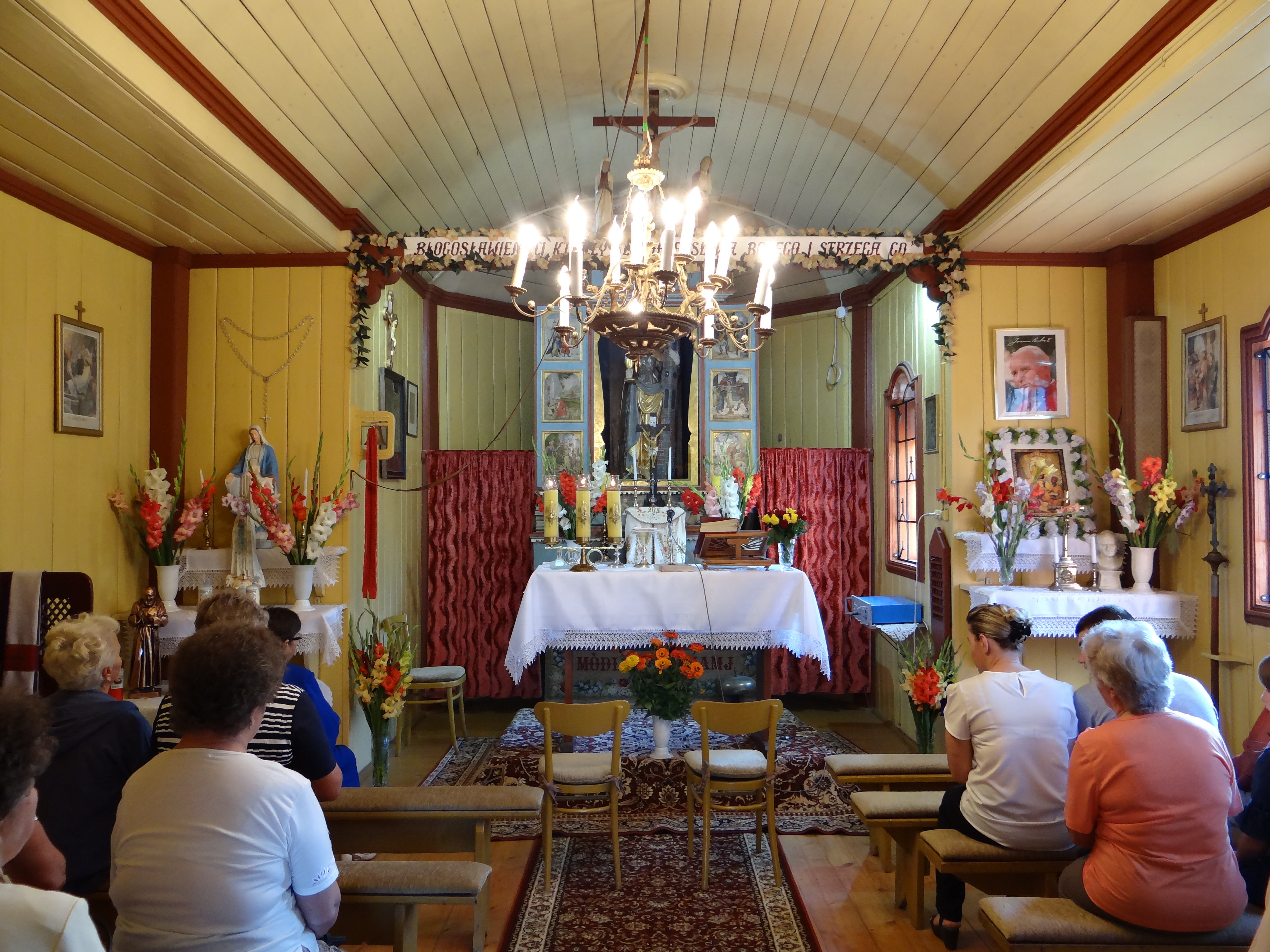
Kaplica św. Barbary
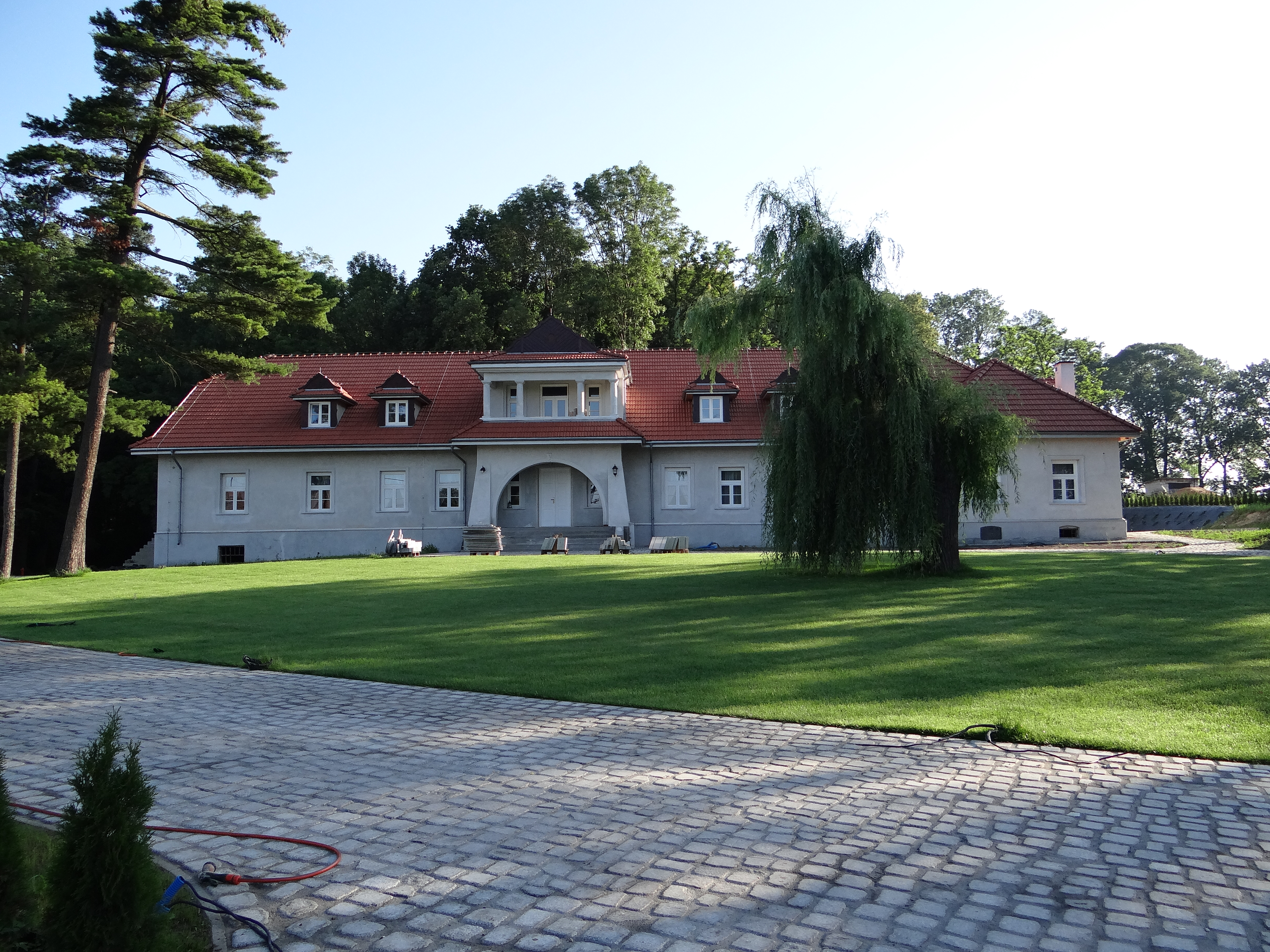
Dwór

## Osoby związane z miejscowością
- Teofil Szańkowski